# イプシランティ (ミシガン州)

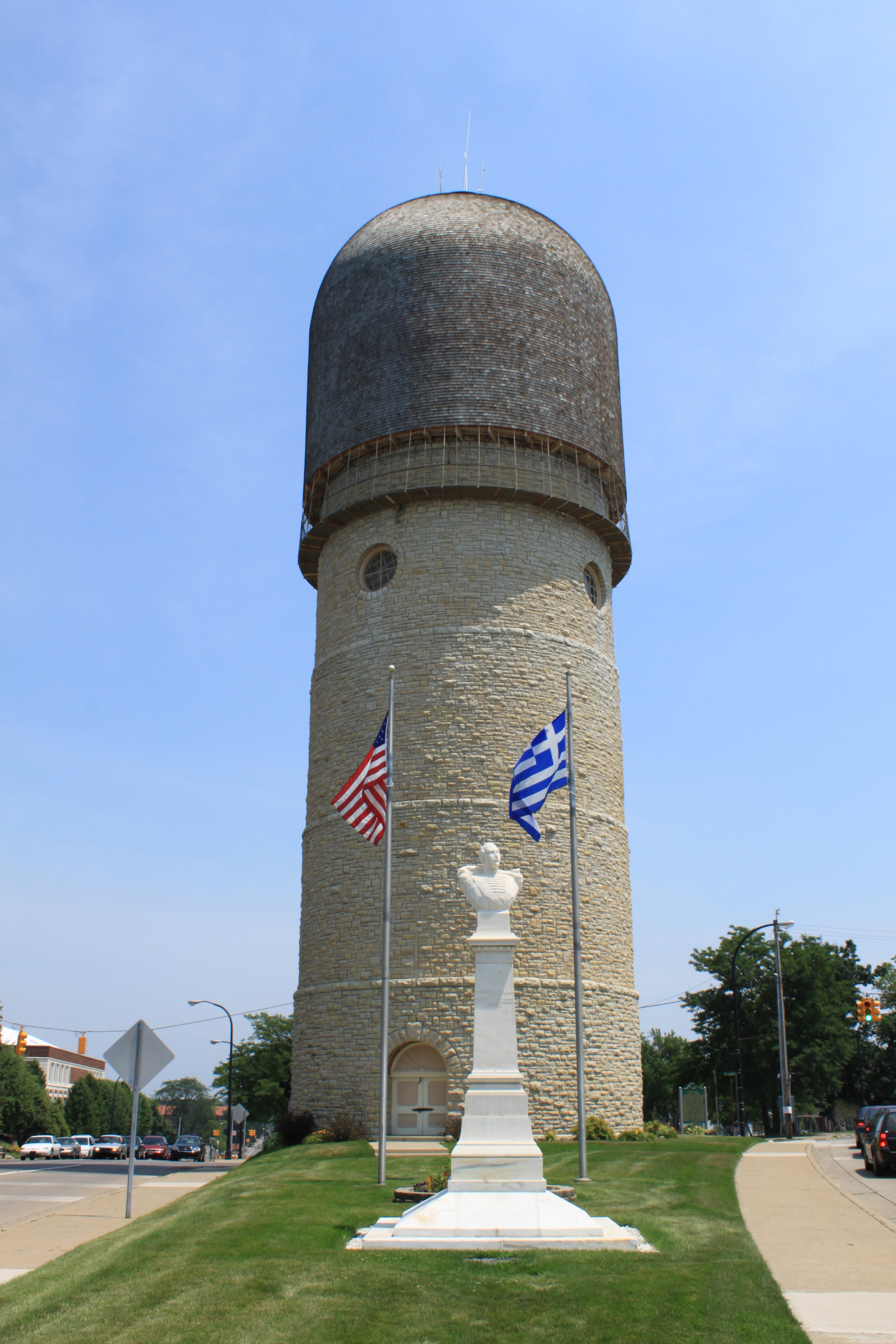
イプシランティ給水塔とギリシャの英雄イプシランティの像

イプシランティ（英：Ypsilanti）は、アメリカ合衆国ミシガン州のウォッシュトノー郡にある都市。人口は2万0648人（2020年）。

## 歴史

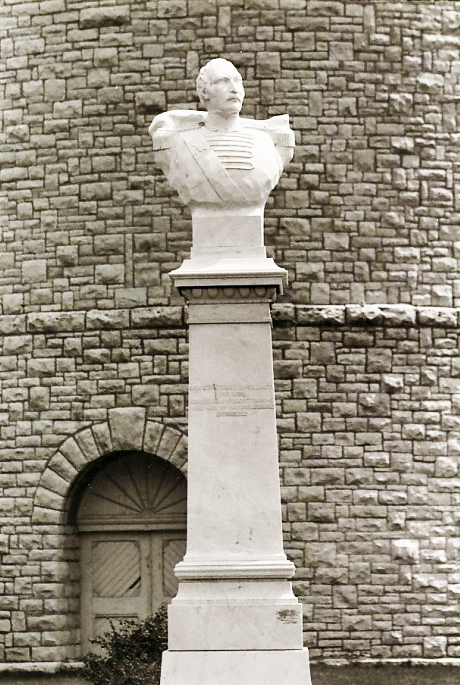
イプシランティ像

1809年にフランス系カナダ人のGabriel Godfroyにより現地人との交易所が設立された。1823年にはヒューロン川（Huron RIver）東部に定住が開始された。1825年に川の西側に集落が形成されたが、時を同じくしてギリシャでは独立戦争が行われており、その戦争の英雄であるイプシランティ（Demetrius Ypsilanti-'Ypsilantis'と表記されることも有り）の名をとって、集落はイプシランティ（Ypsilanti）と命名された。1832年にはイプシランティ村となり、1858年にはイプシランティ市となった。

## 地理

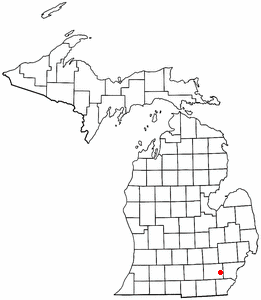
ミシガン州内の位置

イプシランティ市はデトロイトの西40キロメートルに位置する。州間高速道路94号線上を車で30分である。座標は、北緯42度14分34秒 西経83度37分06秒 / 北緯42.24278度 西経83.61833度。
アメリカ合衆国統計局によると、この都市は総面積11.7 km2 (4.5 mi2) である。このうち11.4 km2 (27.0 mi2) が陸地で0.3 km2 (0.7 mi2) が水地域である。総面積の2.45%が水地域となっている。ヒューロン川はイプシランティ市およびイプシランティ・チャーター郡区（Charter Township of Ypsilanti）内を流れている。

## 気候
イプシランティは五大湖によって影響される典型的なアメリカ中西部の温暖な季節気候を持つ。四季があり、夏は暖かく多湿で、冬は適度な降雪があり寒冷である。晩秋、初冬の時期は五大湖の影響により曇りの多い天候になる。月間平均気温が最高になるのは7月の 85°F（29℃）で、最低になるのは1月の　18°F（−8℃）である。月間平均降水量は、2から4インチ（44〜92mm）程度で夏場に多くなる降雪は通常11月から4月の間見られ、月間降雪量は1から10インチ（3〜25cm）である。

## 人口動静
2000年の国勢調査で、この都市は人口22,362人、8,551世帯、及び3,377家族が暮らしている。人口密度は1,962.3/km2 (5,081.5/mi2) である。808.6/km2 (2,094.0/mi2) の平均的な密度に9,215軒の住宅が建っている。この都市の人種的な構成は白人61.40%、アフリカン・アメリカン0.44%、ネイティブ・アメリカン3.18%、アジア0.07%、太平洋諸島系1.32%、その他の人種3.01%、及び混血3.05%である。ここの人口の2.47%はヒスパニックまたはラテン系である。
この都市内の住民は15.9%が18歳未満の未成年、18歳以上24歳以下が38.2%、25歳以上44歳以下が26.4%、45歳以上64歳以下が12.4%、及び65歳以上が7.0%にわたっている。中央値年齢は24歳である。女性100人ごとに対して男性は89.8人である。18歳以上の女性100人ごとに対して男性は86.2人である。
この都市の世帯ごとの平均的な収入は28,610 USドルであり、家族ごとの平均的な収入は40,793 USドルである。男性は30,328 USドルに対して女性は26,745 USドルの平均的な収入がある。この都市の一人当たりの収入 (per capita income) は16,692 USドルである。人口の25.8%及び家族の16.9% は貧困線以下である。全人口のうち18歳未満の30.1%及び65歳以上の15.3%は貧困線以下の生活を送っている。

## 文化

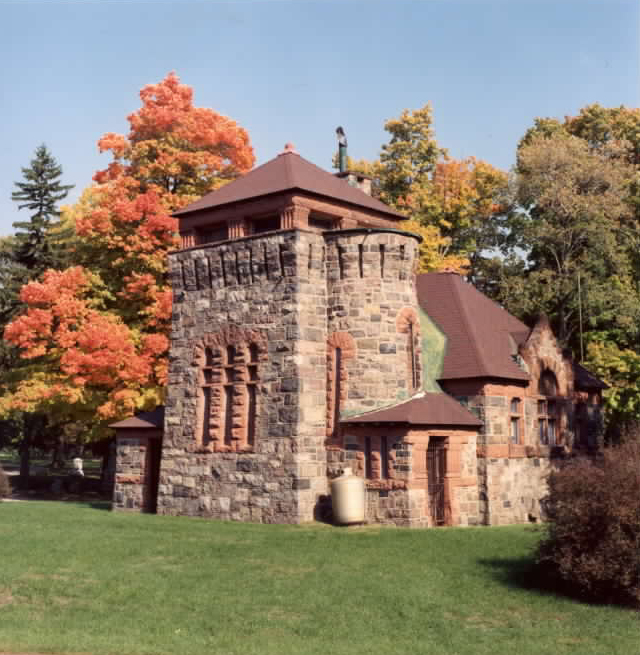
スタークウェザー礼拝堂

イプシランティ市は1979年から開催されている“ディーポ・タウン”（Depot Town）と呼ばれるサマーフェスティバルで有名である。全世界にチェーン展開している宅配ピザチェーンであるドミノ・ピザ社は、イプシランティ市にあった小さなピザ屋をトム・モナハンが1960年に買収したことにより創業したもので、当初はイースタンミシガン大学の学生へのピザの配達をしていた（現在、本社オフィスは隣接するアナーバー市に移転されている）。
イプシランティはミシガン州の市では最大の歴史的街区を有している。その中でも有名なものは“オールド・ディーポ・タウン”（Old Depot Town）である。その他の名所としては下記がある。
- 自動車博物館（Automotive Heritage Museum）
- メソジスト教会（First United Methodist Church）
- ミシガン消防署博物館（Michigan Firehouse Museum）
- ピース講堂（Pease Auditorium） (イースタンミシガン大学キャンパス内)
- スタークウェザー礼拝堂（Starkweather Hall）（現在はイースタンミシガン大学大学院の一部）
- ヤンキー航空博物館（Yankee Air Museum、ウイロウ・ラン空港（Willow Run）内）
- イプシランティ歴史博物館（Ypsilanti Historical Museum）
- イプシランティ給水塔（Ypsilanti Water Tower）

## 教育

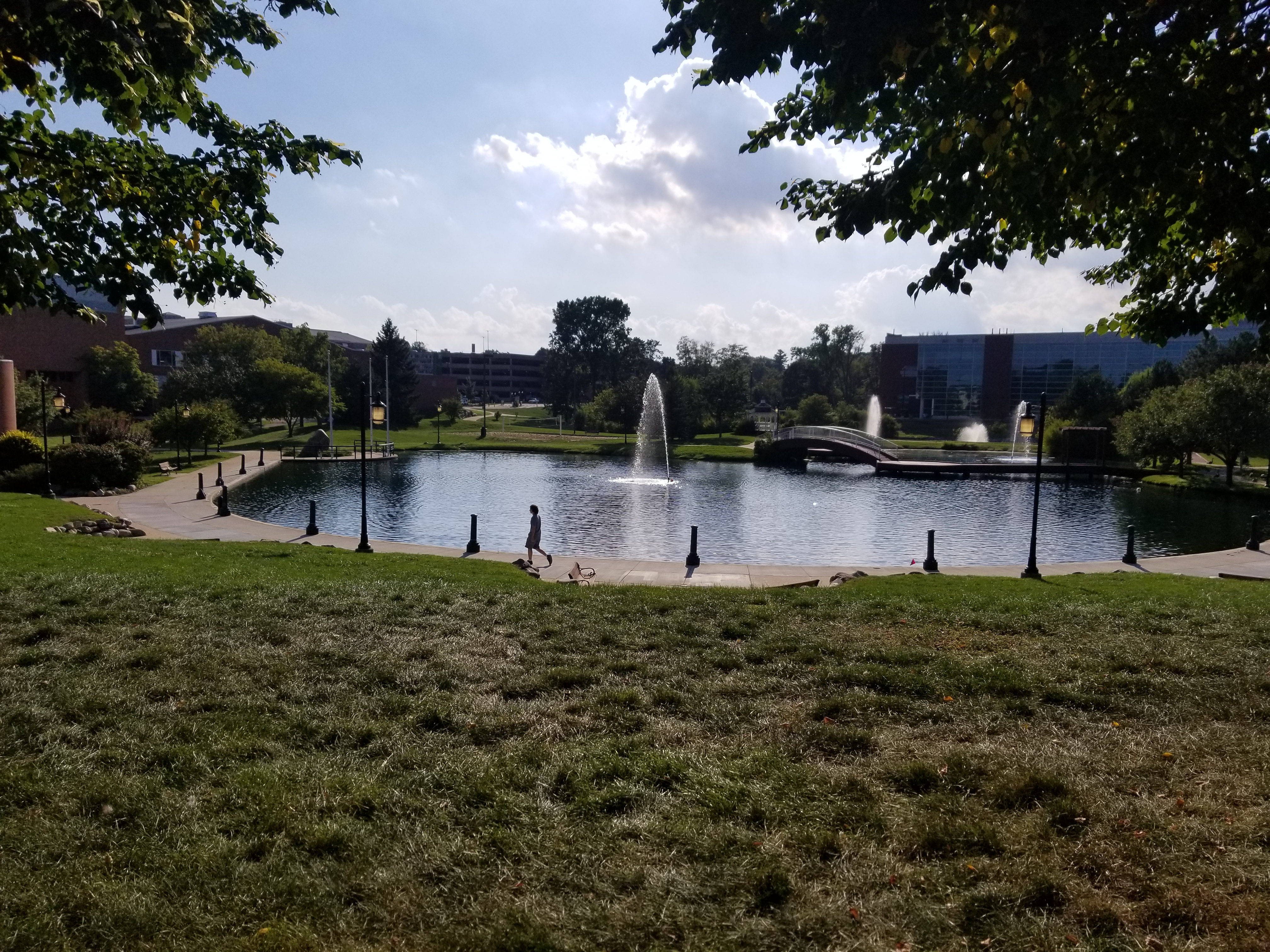
東ミシガン大学

大学の街イプシランティは、東ミシガン大学の本拠地である。
イプシランティ地区には3つの公立学区がある。イプシランティ公立学区（Ypsilanti Public Schools）、リンカーン統合学区（Lincoln Consolidated Schools）そしてウイロウ・ラン学区（Willow Run Community Schools）である。ウイロウ・ランとは、第二次世界大戦中にB-24 リベレーター爆撃機の生産を行った有名なフォード・モーター社ウィローラン工場(Willow Run Plant)の名前を取ったものである。

## 交通

### 高速道路
イプシランティ市には州間高速道路94号線が東西に通っている。I-94を東に約30分でデトロイト中心部、西に約4時間でシカゴに行くことが出来る。

### 空港
イプシランティ市に隣接するウイロウ・ラン空港（Willow Run) (YIP) は小型航空機によるチャーター便主体の空港である。
デトロイト・メトロポリタン国際空港 (DTW) は、この都市の東15キロメートル、Romulus内に位置する。デトロイト地域の主要な空港でデルタ航空のハブ空港となっている

## 出身者
- ティファニー・ポーター - 陸上競技選手、イギリス代表